# Dregovitsjen
De Dregovitsjen (Oudkerkslavisch: дьрьговичи Wit-Russisch: Дрыгавічы, Dryhavitsjy,; Russisch: Дреговичи, Dregovitsji; Oekraïens: Дреговичі, Drehovytsji) waren een Slavische stam die gebieden langs de Pripjat en noordelijke delen van de rechteroever van de Dnjepr bewoonde. De naam van de stam is waarschijnlijk afgeleid van het oude Slavische woord дрегва of дрягва (dregva of drjagva) voor moeras, en zou dus "Moerasbewoners" betekenen.
De vroegst bekende verwijzing is in de 10e-eeuwse De administrando imperio van Constantijn Porphyrogennetos naar de "Droegovitsjen" als een van de volkeren die tribuut brachten aan het Kievse Rijk. In de 12e-eeuwse Nestorkroniek worden ze onder de "twaalf stammen" genoemd.
De kronieken vertellen niet veel over de Dregovitsjen. We weten alleen dat ze in Toerov hun eigen vorstelijke heerschappij hadden. In de 10e eeuw werd het land van de Dregovitsjen deel van het Kievse Rijk en later het Vorstendom Toerov. Het noordwestelijke deel van het land van de Dregovitsjen werd deel van het vorstendom Polotsk.
De Dregovitsjen lieten langs de Pripjat een aantal archeologische restanten na uit de 9e en 10e eeuw, zoals de resten van agrarische nederzettingen en grafheuvels met gecremeerde lichamen. In latere grafheuvels uit de 11e-12e eeuw werden intacte skeletten gevonden. Er zijn grafstructuren die lijken op kleine houten huizen met zadeldaken.